# Извори (Звечан)
Извори (алб. Izvor) је насеље у општини Звечан, Косово и Метохија, Република Србија.

## Демографија
Према проценама из 2009. године које су коришћене за попис на Косову 2011. године, ово насеље је имало 7 становника, већина Срби.
| Година       | 1948 | 1953 | 1961 | 1971 | 1981 | 1991 | 2011 |
| ------------ | ---- | ---- | ---- | ---- | ---- | ---- | ---- |
| Становништво | 87   | 91   | 86   | 81   | 54   | 29   | 7    |

|  |